# Trietja Bugulda
Trietja Bugulda (ros. Третья Бугульда) – wieś (dieriewnia) w Rosji, w Tatarstanie, w rejonie zaińskim. W 2010 liczyła 72 mieszkańców.